# فرناندو ديلجاديلو
فرناندو ديلجاديلو (بالإسبانية: Fernando Delgadillo)‏ هو عازف قيثارة وكاتب أغاني وملحن ومغني وموسيقي مكسيكي، ولد في 7 ديسمبر 1965 في ناوكالبان دي خواريز في المكسيك.

## وصلات خارجية
- فرناندو ديلجاديلو على موقع ميوزك برينز (الإنجليزية)
- فرناندو ديلجاديلو على موقع أول ميوزيك (الإنجليزية)
- فرناندو ديلجاديلو على موقع ديسكوغز (الإنجليزية)